# ストレートニュース (テレビドラマ)
『ストレートニュース』は、2000年10月11日から12月13日まで毎週水曜日22:00 - 22:54に、日本テレビ系「水曜ドラマ」枠で放送された日本のテレビドラマ。主演は三上博史。

## 概要
テレビジャパン（架空の放送局）の夜のニュース番組『ストレートニュース』は低視聴率に苦しみ、半年後の打ち切りが影で進行していた。そんなお荷物番組に一人の敏腕プロデューサーが送り込まれた。スタッフ、ニュース取材対象者を巻き込み、ドラマが展開していく。
レギュラーキャストは21人にも及び、リアルマスコミストーリーを目指して、（日本テレビにおける）ニュース番組制作の細かな舞台裏がストーリーに盛り込まれていた。視聴者には理解しにくい部分は劇中で報道局の学生アルバイト・岡田襟と報道総務担当の大野妙子とのやり取りを用いて解説していたが、マニアック過ぎるとの批判を受け、徐々にそれらの類の描写は省略されていった。 メインセットとしてテレビジャパンの報道局が登場していたが、このセットにかかった費用はおよそ億単位に近い金額であったと言われている。
また、本作は、「報道局」、「社会部」、「番組」（劇中番組『ストレートニュース』）を主な舞台としてストーリーが進行されたため、日本テレビをはじめとして、実在の在京テレビ局の報道局には存在する政治・経済・外報などのセクションは、省略もしくは簡略化されていた。
後に本作と同じ枠で放送されたドラマ『レッツ・ゴー!永田町』では、劇中のニュース番組のタイトルに『ストレートニュース』が使用された。
2013年3月28日、脚本の伴一彦は、第18代東京都知事・猪瀬直樹が2012年10月に過去に猪瀬が原作を担当した漫画（『ラストニュース』）を、「アホ脚本家が日テレで換骨奪胎し安っぽい報道ドラマにした」と公式Twitterでツイートした件について、問題のドラマが本作と特定されると主張し、盗作の汚名を着せられ名誉を傷つけられたとして、猪瀬に550万円の損害賠償と謝罪ツイートを求める訴えを東京地裁に起こし、2014年3月26日に猪瀬が賠償金として100万円を支払うこととTwitter上での謝罪を行うとの内容で和解が成立した。

## 登場人物
（出典：）

### テレビジャパン

#### ストレートニュースのメインスタッフ
矢島俊介
演 - 三上博史
ストレートニュースの新プロデューサー。東京大学法学部卒業。視聴率優先主義の上司に盾ついたことで海外支局を転々とさせられていたが、低視聴率のストレートニュースを立て直すため6年ぶりに海外支局から復帰した。
妻の「レイ子」は海外赴任中に死亡した。現在はホテルで一人暮らし。
相手構わず議論を挑み、言葉も機関銃の如くまくし立てることもあり、その傍若無人ぶりに不満を持つ部下がいても意に介さないでいる。
15年前、世田谷区駒沢で起きた一家惨殺事件を取材し、容疑者の一人・大川俊行を犯人と決め付け報道した。拘置所で大川俊行が自殺し、数日後、大川の妻が一家心中を図り、唯1人生き残った「ひとみ」を養女として引き取る（第9話）。
白石紀子
演 - 原田知世
アナウンサーから報道局へ自ら望んで異動、ストレートニュースのメインキャスターだったが、矢島から社会部記者に配置転換させられる（第1話）。
村岡凛
演 - 大塚寧々
入社以来報道局一筋の社会部記者。毒舌で淡々と仕事をこなし、事件にはかなり鼻が効く。一方で家庭では一児の母で、娘の前では優しい母親の顔に戻る。矢島から記者に転身したばかりの紀子の面倒を任されてうんざりしている。
市野由香
演 - 米倉涼子
アナウンサー兼お天気お姉さんだったが、矢島から白石紀子の後任としてストレートニュースのメインキャスターに抜擢される（第1話）。これに嫉妬した同僚からあらぬ噂を立てられたことも。一方では紀子にも強いライバル意識を持つ。語学が堪能。
加藤和志
演 - 金子賢
入社4年目の若手ディレクター。ドラマ演出志望で入社したが、タレントに手を出したことで報道局に異動させられる。元々　報道には興味が無いためやる気が無く、最低限の仕事を適当に処理してはキャバクラ通いというパターンで、矢島とは合わない。
黒崎はるか
演 - 黒谷友香
新入社員。アシスタントディレクター。入社試験をトップで合格したことで期待をかけられている。負けず嫌いで、男性に　負けたくない一心から肩ひじ張りすぎると見られることも。何かとジャーナリズム論を持ち出すが、現場経験が浅いこともあってことごとく見透かされる。
五十嵐雅治
演 - 田口浩正
編集オペレーター。「魔法の指を持つ男」の異名を持ち、取材VTRが放送ギリギリに持ち込まれても超人的な速さで編集をこなし、その技術は社内でも一目置かれている。しかし自分が気に入らない記者のVTRはなかなか編集しない偏屈な一面もある。
田村元彦
演 - 吹越満
社会部記者。“報道は正義”という自らの信条の下、全力で取材に取り組む熱血漢。しかし正義感が強すぎるゆえ、時にやり過ぎてしまうことも。紀子には「どこか考えが甘い」と苛立ち、矢島とは事件の捉え方など意見の食い違いからしばしば口論になる。
坂本千恵子
演 - 浅野ゆう子 ※特別出演
若くして社会部デスクに就いたエリート。判断力は常に冷静で、スタッフたちには時に叱り、時に優しく諭す、報道局の母親的存在。紀子のことをかなり気にしている。矢島の理解者。
井上裕二
演 - 塩見三省
ベテランの取材カメラマン。どんな現場にも果敢に飛び込む熱血漢。強面で偏屈、無愛想なことから若手スタッフから恐れられているが、矢島はその確かな技術を最も信頼している。
須藤茂人
演 - 深水元基
新人取材カメラマン。しばしば井上に代わって現場に出ることもある。評判は上々だが、先輩の井上からはなかなか誉めてもらえない。
溝口哲
演 - 高杉亘
取材ディレクター。どんな事件にも駆けつけて現場を取り仕切り、突発的な事件から報道特集まであらゆるニュースを手掛ける敏腕ぶりには定評がある。心優しく情に厚い。
岡田襟
演 - 中越典子
報道局学生アルバイト。ミーハーな学生で、タレントに会えることを期待してテレビ局でのアルバイトを始めた。バラエティ番組が希望だったが報道に回され、それでも嫌がらずやっている。その明るさから報道局のアイドル的存在。

#### 報道局関係者
徳永育郎
演 - モロ師岡
報道車両運転手。20年前に森田に誘われ、サラリーマンを辞めてこの仕事に転職。いち早く行ける道を選んで現場へ向かうことが出来る。紀子の良きアドバイザーとして、現場取材の方法などをそっとアドバイスする。
林賢三
演 - 市川勇
政治経済部長。真面目で勤勉だがプライドが高い。政治経済部の人間が報道局で一番偉いと思い込んでいる。政財界の黒い噂の追求に腐心する矢島に放送中も気が抜けず、手を焼いている。
上野達也
演 - 東根作寿英
編成部報道担当。報道の全てに関わって他セクションとの調整をする役回りだが、お調子者で仕事に対する情熱が薄い。デート中に緊急連絡用のポケベルの電源をよく切っていて、編成部長や先輩からよく叱られている。
大野妙子
演 - 柴田理恵
報道総務担当。2年前に経理から報道局へ異動。事後報告を最も嫌っており、日頃からスタッフたちに嫌みを飛ばす。経費削減に使命を感じ、その徹底ぶりには矢島も相沢も頭が上がらない。
森田健司
演 - 森本レオ
報道局長。「ストレートニュース」の視聴率低迷を打破するために社内の反対を押し切って矢島を呼び戻した。お人好しで穏やかで物腰が柔らかい面が目立つが、本来は少しのことでは動じない人物で、いざという時には頼れるという上司。
相沢滋
演 - 竹中直人
ニュース部長で、テレビジャパン全ニュース番組の最高責任者。雑誌からの途中入社で矢島の同期。常にエリートコースを歩んで来た。かつては同期の矢島とテレビ論を熱く交わしていたが、今考えていることと言えば出世のことばかり。帰国後の矢島とは何かと反目し合っている。
15年前の一家惨殺事件の犯人捏造を指示したのが古賀義春だと突き止めるが、上層部の逆鱗に触れ、追い詰められてテレビジャパンの屋上から飛び降り死亡（第9話）。

#### 幹部
園田広之
演 - 勝部演之（第8話 - 最終話）
テレビジャパン副社長。2000年12月24日、大蔵省をめぐる贈収賄事件への関わりが問題となり解任される（最終話）。

### テレビジャパン関係者の家族
矢島ひとみ
演 - 黒澤優
矢島俊介とレイ子の養女。女子高生。実の母親が亡くなった時に帰国しなかった父を許せず憎んでおり、今は伯母夫婦の家に住んでいる。そのため両親の愛に飢えて育ち、今は伯母の理恵以外の人物には心を開かず、あまり口をきかない。
養女という事を本人は知らなかったが、スポーツ新聞の記事で事実を知る。矢島から15年前、大川の妻が自宅で一家心中を図ったこと、その原因を作ったのが自分の誤った報道だったことを聞き許しを請われる（第9話）。
大川俊行と大川の妻との娘だと思われていたが、秋本忠と不倫関係にあった大川の妻との娘だった（最終話）。
中沢理恵
演 - 真矢みき
矢島俊介の姉でひとみの伯母。東京の下町育ち。夫は中沢木材店主。俊介を叱れる唯一とも言える人物で、ひとみと俊介のパイプ役ともなっている。
村岡沙耶
演 - 坂野令奈（第3話・第8話）
村岡凛の娘。
清水宏樹
演 - 梨本謙次郎（第8話）
村岡凛の夫。大京新聞社社会部の記者。15年前の一家惨殺事件を調べている最中、何者かに自殺に見せかけて殺害される。

### 15年前一家惨殺事件の関係者
15年前の1985年12月13日、東京都世田谷区駒沢在住で金融業を営む、佐伯徹、妻の美枝子、長男の茂樹、二男の春樹が殺害された事件。時効成立まで残り1週間。
古賀義春
演 - 寺田農（第8話 - 最終話）
15年前の一家惨殺事件の担当検事。事件当時、担当刑事の星野に目撃者証言捏造の指示を出す（第9話）。事件から数年後、調書を読み直し大川俊行の冤罪に気づくが訂正しなかった（最終話）。
現在は検事正。最終話で秋本忠が15年前の犯行を自供をしたビデオがテレビで放送され、2000年12月14日、自ら辞職する。
星野
演 - 湯浅実（第9話・最終話）
15年前の一家惨殺事件の担当刑事。楢崎正秀の証言が曖昧だったので、楢崎に当時受けていた放火容疑の取調べに目をつぶるかわりに、「犯行現場から立ち去る大川を見た」と言えという交換条件を出す（第9話）。
現在はオーストラリアで暮らしている。
楢崎正秀
演 - 中村方隆（第9話）
15年前、テレビジャパンの取材で「佐伯邸から大川俊行が出てくるのを見た」と証言した男。
現在はコンビニ店長で再婚相手の姓「髙橋」を名乗る。矢島に会った後、何者かに殺害される。
大川俊行
演 - 八十田勇一（第9話）
大川ひとみ（現・矢島ひとみ）の父。15年前の一家惨殺事件の容疑者。楢崎正秀の証言が決めてとなり逮捕された。犯行を否認し続けたが拘置所で自殺した。
大川
演 - 堂ノ脇恭子（第9話）
大川ひとみ（現・矢島ひとみ）の実母で俊行の妻。俊行が自殺した数日後、矢島に電話で、「夫を殺したのはあなただ」と言った後、自宅で一家心中を図り、ひとみ以外の4人が死亡した。
草柳
演 - 石井愃一（最終話）
15年前の一家惨殺事件の容疑者。当時、佐伯徹から金を借ていた。
現在はクリーニング店店主。
秋本忠
演 - 峰竜太（第8話・最終話）
矢島ひとみの実父。15年前の一家惨殺事件の容疑者で真犯人。借金の返済方法で揉めたのち佐伯徹を殺害し、犯行を見た家族も皆殺しにした。
現在はパチンコ店店長。最終話で矢島たちが用意したビデオの前で15年前の犯行を自供をした。ひとみの実父だと名乗ったことで放送されないものと決め付けていたが、矢島がストレートニュースのスタッフを説得して放送した。
2000年12月14日、警察の事情聴取で犯行後に海外に出ていたことが分かり時効不成立。殺人容疑で逮捕される（最終話）。

### ゲスト
第1話「盗撮」
- 梶井信二郎（代議士） - 古尾谷雅人
- 大島雅美（スイミングスクールのインストラクター） - 及森玲子
- 沢木智子 - 原口優子

第2話「エステ詐欺被害」
- 浜崎奈美（エステの被害者） - 柴咲コウ
- 津田倫子（「エステ・シャシャ」社長） - 小林かおり
- あかね（クラブのホステス） - 三浦絵理子
- 流山（弁護士） - 山田明郷
- 野村美智代（エステの被害者） - 羽田実加
- 山本（エステの被害者） - 福岡沙耶歌
- 柳田敏之（城西医科大学 教授） - 浅沼晋平

第3話「無実の涙」
- 鈴木敏夫（殺人事件の容疑者） - 今井雅之
- 鈴木千枝（敏夫の母） - 佐々木すみ江
- 木村（木村夏子の母） - 阪上和子
- 真奈美（敏夫の元妻） - 秦由香里
- 梅沢 - 安達香代子
- 鈴木真衣（敏夫の娘） - 中村侑希子

第4話「汚れた金メダル」
- 吉野麻子（競泳の金メダリスト） - 中村麻美
- 広岡（川島エンタープライズ 常務） - 中丸新将
- 手塚昌也（麻子のコーチ） - 加門良
- 手塚雪枝（手塚の妻） - 平田洸帆
- 吉野和代（麻子の母） - 酒井麻吏
- 森（競泳選手） - 宮本佳代子
- 山崎（競泳選手） - 荻野恵理

第5話「殺人犯民家ジャック生中継」
- 藤原強（レストランバー従業員） - KEE
- 木原ルミ（レストランバー従業員） - 大鶴綾香
- 岡本哲也（警視庁刑事） - 手塚秀彰
- 星野（刑事） - 渡辺寛二
- 後藤和雄（他局の記者） - 平尾仁
- 荒巻俊二（会社員） - 永幡洋

第6話「やらせの真相！メール恋愛の罠」
- 平松美希子（三友商事鉄鋼部 社員） - 中江有里
- 神崎直正（テレビ司会者） - 青柳文太郎

第7話「沈黙のキャスター…恐怖の暴行犯罪の謎」
- 杉浦好美（スタイルマガジンのカメラマン） - 藤崎奈々子
- 長島英子（暴行事件の被害者） - 宮本愛子

第8話「消えた報道マン！警察犯罪の罠」
- 坂東（県警本部長） - 渡辺哲
- 橋本（県警捜査員） - 甲本雅裕
- 谷川（ひき逃げ事件の目撃者）  - 妹尾正文
- 野々村秀美（野々村病院 院長の娘） - 藤扇里
- 古賀丈二（古賀義春の息子・東都大学 2年生） - 末吉宏司
- 山際正（間宮組系松代会の構成員）  - 高根研一

最終話「悲劇の真実！最後の放送に燃える21の命」
- 藤島健司（清水宏樹と楢崎正秀を殺害した実行犯） - 俵広樹
- 秋本（秋本忠の妻） - 雨宮るみ子
- 秋本（秋本忠の長女） - 藤井綾香
- 秋本なお（秋本忠の次女） - 松村奈緒

## スタッフ
- 脚本 - 伴一彦
- 音楽 - 大坪直樹
- 演出 - 佐藤東弥、雨宮望、長沼誠
- オープニングテーマ - globe「DON'T LOOK BACK」 (avex globe)[9]
- エンディングテーマ - hitomi「キミにKISS」 (avex trax)[10]
- チーフプロデュース - 佐藤敦（プロデューサー）
- プロデュース - 伊藤響
- 制作協力 - NTV映像センター

## 受賞歴
- 第27回ザテレビジョンドラマアカデミー賞
  - タイトルバック賞
- 第27回放送文化基金賞
  - 男優演技賞（三上博史）

## 放送日程
| 各話                                                           | 放送日         | サブタイトル                                             | 演出     | 視聴率 |
| -------------------------------------------------------------- | -------------- | -------------------------------------------------------- | -------- | ------ |
| 第1話                                                          | 2000年10月11日 | 盗撮                                                     | 佐藤東弥 | 15.9%  |
| 第2話                                                          | 2000年10月18日 | エステ詐欺被害                                           | 佐藤東弥 | 14.6%  |
| 第3話                                                          | 2000年10月25日 | 無実の涙                                                 | 雨宮望   | 13.0%  |
| 第4話                                                          | 2000年11月01日 | 汚れた金メダル                                           | 長沼誠   | 13.2%  |
| 第5話                                                          | 2000年11月08日 | 殺人犯民家ジャック生中継                                 | 佐藤東弥 | 12.1%  |
| 第6話                                                          | 2000年11月15日 | やらせの真相！メール恋愛の罠                             | 雨宮望   | 12.6%  |
| 第7話                                                          | 2000年11月22日 | 沈黙のキャスター…恐怖の暴行犯罪の謎                      | 長沼誠   | 11.4%  |
| 第8話                                                          | 2000年11月29日 | 消えた報道マン！警察犯罪の罠                             | 佐藤東弥 | 12.2%  |
| 第9話                                                          | 2000年12月06日 | 15年前一家惨殺事件涙の告白！本当の両親を殺したのは矢島だ | 佐藤東弥 | 11.4%  |
| 最終話                                                         | 2000年12月13日 | 悲劇の真実！最後の放送に燃える21の命                     | 佐藤東弥 | 12.5%  |
| 平均視聴率 12.9%（視聴率はビデオリサーチ調べ、関東地区・世帯） |                |                                                          |          |        |